# Kluges Lernen
Unter dem Begriff Kluges Lernen versteht Ellen J. Langer, Psychologie-Professorin an der Harvard University, „sich Neuem und Unbekannten aktiv zuzuwenden, offen zu sein für Lernsituationen, Sachverhalte aus immer neuen Blickwinkeln zu betrachten und sich eigene Lernstrategien zu schaffen“ (so die Beschreibung im auf Deutsch erschienenen Buch mit gleichnamigem Titel).

## Mindful learning
Kluges Lernen (Mindful learning) orientiert sich an Langers Konzept mindfulness. Dieses Wort wird meist mit Achtsamkeit / Aufmerksamkeit übersetzt; Langer versteht den Begriff mindfulness jedoch in einem größeren Kontext; deshalb erscheint das deutsche Wort Klugheit als angemessene Übersetzung.

## Die sieben Mythen des Lernens
In ihren Untersuchungen zeigt sie auf, wie Mythen bzw. Grundhaltungen nicht nur das Lernen, sondern auch das Lehren erschweren. Die sieben Mythen, denen sie in ihrem Buch Kluges Lernen nachgeht, sind die folgenden:
- Die Grundlagen müssten so gut gelernt werden, dass sie zur zweiten Natur würden.
- Aufmerksam sein heiße, sich auf eine Sache eine bestimmte Zeit lang zu konzentrieren.
- Die Bedürfnisbefriedigung müsse aufgeschoben werden.
- Die Ausbildung gehe nicht ohne mechanisches Auswendiglernen.
- Vergessen sei problematisch.
- Intelligent sein heiße, zu wissen „was da draußen los sei.“
- Es gäbe richtige und falsche Antworten.

Das Festhalten an diesen Mythen und Grundhaltungen führe dazu, dass Kreativität erstickt, Fragen abgewürgt und die Selbstachtung untergraben werde. Doch überall wo diese Mythen wirksam seien, so Langer, gebe es die Gelegenheit zu klugem Lernen.